# Складові назви звуків
Складові назви звуків — позначення музичних звуків за допомогою складів. У сучасній практиці прийняті такі назви нот: до, ре, мі, фа, соль, ля, сі. Ноти, відстань між якими кратна октаві, називаються однаково.
За еталон частоти звучання ноти береться нота ля першої октави, частота якої повинна становити 440 гц. У рівномірно-темперованому строї відношення частот двох сусідніх нот (наприклад, до й до-дієз) дорівнює 2-1/12; таким чином, відношення частот нот, що відстоять одна від одної на октаву, дорівнює двом.
Наведена вище система найменувань зобов'язана своєю появою гімну св. Івану. За назви перших шести нот узяті перші склади рядків гімну, що співався у висхідній октаві:
UT queant laxis
REsonare fibris
MIra gestorum
FAmuli tuorum,
SOLve polluti
LAbii reatum,
Sancte Ioannes.
У цій молитві містилося прохання про збереження сили голосу: «Дай нам чисті уста, святий Іоанн, щоб ми могли всією силою свого голосу свідчити
про чудеса твоїх діянь». 
Назви шести нот увів Гвідо д'Ареццо (нота до у нього називалася ут). В подальшому ут було змінено на до (Дж. Доні, близько 1540 року) і додана нота сі (скорочено від «Sancte Ioannes»; Х. Вальрант, близько 1574 року). В США і Угорщині нота сі перейменована в ті, щоб не плутати її з нотою C («сі») латинської нотації, де вона позначає ноту до.